# Frank Otto (Wasserballspieler)
Frank Otto (* 10. Februar 1958 in Berlin) ist ein ehemaliger deutscher Wasserballspieler.
Frank Otto spielte bis 1984 für die Wasserfreunde Spandau 04. Von 1979 bis 1984 gewann er sechsmal in Folge den deutschen Meistertitel, wobei er in jeder Saison Torschützenkönig der Wasserball-Bundesliga wurde. Darüber hinaus war er bei fünf Pokalsiegen dabei. 1982 gewann er den Europapokal der Landesmeister. Danach wechselte Frank Otto als erster deutscher Wasserballspieler in die italienische Profiliga zu Rari Nantes Camogli. Nach drei Jahren kehrte er nach Deutschland zurück und spielte dann beim SV Cannstatt.
Von 1977 bis 1992 gehörte der Linkshänder auf der halbrechten Rückraumposition zur deutschen Wasserballnationalmannschaft. Mit 467 Länderspielen ist er auch 2016 noch Rekordnationalspieler. Bei den Schwimmweltmeisterschaften 1978 in seiner Heimatstadt Berlin belegte Frank Otto mit der deutschen Mannschaft den sechsten Platz. Vier Jahre später in Guayaquil gewann die deutsche Mannschaft Bronze. Im Jahr zuvor hatten die deutschen Wasserballer bei der Europameisterschaft in Split den Titel errungen. Nachdem Frank Otto wegen des Olympiaboykotts nicht an den Olympischen Spielen 1980 hatte teilnehmen können, gehörten die deutschen Wasserballer bei den Olympischen Spielen 1984 in Los Angeles zu den Mitfavoriten. Mit dem Gewinn der Bronzemedaille hinter den Jugoslawen und den amerikanischen Gastgebern gelang den deutschen Wasserballern der einzige olympische Medaillengewinn nach 1945. 
1985 gewann die deutsche Wasserballnationalmannschaft den Weltcup und wurde Dritte bei der Europameisterschaft. Nach dem sechsten Rang bei der Weltmeisterschaft 1986 belegte die Mannschaft bei der Europameisterschaft 1987 den vierten Platz. Ebenfalls den vierten Platz belegte die deutsche Mannschaft um Frank Otto und Hagen Stamm bei den Olympischen Spielen 1988 in Seoul. 1989 wurden die deutschen Wasserballer in Bonn Europameister. Drei Jahre später nahm Frank Otto noch einmal an Olympischen Spielen teil und erreichte den siebten Platz.
Nach dem Ende seiner Karriere war Frank Otto von 1994 bis 1999 Präsident des SV Cannstatt. Sein Sohn Gianni Otto wurde Basketballspieler.